# أمريكاني من طنطا (فلم)
أمريكاني من طنطا هو فيلم مصري من إخراج أحمد كامل مرسي تم عرضه عام 1954.

## قصة الفيلم
تدور أحداث الفيلم في بيت (إبراهيم أفندي)، موظف بسيط يقطن في حي شعبي مع زوجته وابنه، وفي يوم من الأيام يقرأ خبرا عن مليونير أمريكي من أصل مصري يرغب في الحضور إلى (مصر) والتعرف على عائلته، فيدعي (إبراهيم أفندي) أنه أحد أقربائه، ويرسل له برقية يدعوه من خلالها للإقامة لديه، ويستأجر إحدى الفيلات من أجل استقبال المليونير، يصل (محروس) ويقيم معهم، لكن يكتشف مع مرور الوقت مدى الورطة الكبرى التي تقع فيها الأسرة.